# Worldometer
Worldometer (dříve Worldometers) je webová stránka založená 29. ledna 2008 zobrazující odhadované počty obyvatel (od roku 1950 do roku 2050) na základě statistik a projekcí spolehlivých mezinárodních organizací; zdroje zahrnují divizi OSN, Světovou zdravotnickou organizaci, Organizaci pro výživu a zemědělství, Mezinárodní měnový fond a Světovou banku.
Web analyzuje dostupné údaje, provádí statistické analýzy a sestavuje algoritmus, který zajišťuje odhad v reálném čase; Worldometers proto ukazuje grafy, na kterých je ukázaná populace, roční míra růstu obyvatelstva, populace v současném roce, historii počtu obyvatel a předpověď populace v budoucnosti. K tomu také ukazuje dnešní celosvětové výdaje vlád, společnost, media, životní prostředí, jídlo, vodu, energii a zdraví.
Dále také v důsledku pandemie covidu-19 zveřejňuje i tyto data o vývoji nákazy.